# 泰兴市旱地作物研究所
泰兴市旱地作物研究所，原泰兴市农业科学研究所，是位于江苏省泰兴市的以小杂粮研究和技术服务为特色的县级农业科研单位。
2017年，研究所被列为第二批江苏现代农业科技综合示范基地。它与江苏省农业科学院泰州农科所、泰兴市农业技术推广中心为共建单位。对接的科研教学单位是扬州大学农学院。时任负责人、专家组长王全友。研究所拥有150亩土地，位于根思乡宣泰路267号。所在区域以市农科所之名，列为泰兴市的一个类似乡级单位。

## 行政区划
下辖以下地区：
农科所虚拟社区。